# Wahlen zum Senat der Vereinigten Staaten 1920
Bei den Wahlen zum Senat der Vereinigten Staaten 1920 wurde planmäßig am 2. November 1920 – Dienstag nach dem ersten Montag im November – die Zusammensetzung dieser oberen Kammer des Kongresses der Vereinigten Staaten bestimmt. Dabei standen 34 der 96 Senatssitze zur Wahl, regulär die 32 Senatoren der Klasse III und außerordentliche Wahlen in Alabama (für das Mandat des verstorbenen John H. Bankhead) und in Virginia (für das Mandat des verstorbenen Thomas S. Martin). Gewählt wurden die Senatoren durch Direktwahl auf sechs Jahre von den Wahlberechtigten des jeweiligen Bundesstaates, den sie im Senat der Vereinigten Staaten repräsentieren. In seiner neuen Zusammensetzung trat der Senat des 67. Kongresses erstmals am 4. März 1921 zusammen.
Die Senatswahl fand gleichzeitig zu weiteren Wahlen in den Vereinigten Staaten statt, darunter der Repräsentantenhaus- und der Präsidentschaftswahl.

## Ergebnisse
Die Republikaner konnten ihre bisherige Mehrheit aus 49 Sitzen im Senat (gesamt: 96) auf 59 Sitze ausbauen. Die Demokraten verteidigten ihre Sitze in allen ehemaligen konföderierten Staaten. (Solid South). In allen dieser Staaten bis auf North Carolina erreichten sie dabei Mehrheiten mit mehr als 65 %. In Georgia, Louisiana und South Carolina nominierten die Republikaner noch nicht einmal einen eigenen Gegenkandidaten. In den anderen Staaten gewannen jedoch ausnahmslos die Republikaner.
Das Wahlergebnis bestätigte einen Trend zu Gunsten der Republikaner, der sich bereits in den Wahlen des Jahres 1918 angekündigt hatte. Die Partei gewann neben der Senatswahl auch die Wahlen zum Repräsentantenhaus und nicht zuletzt die Präsidentschaftswahlen. Hintergrund war unter anderem ein grundlegender Gegensatz zwischen den beiden Parteien in der Frage der zukünftigen amerikanischen Außenpolitik. Während die Demokraten dem vom bisherigen Präsidenten Woodrow Wilson mitgegründeten Völkerbund beitreten wollten und damit eine dauerhaft aktivere amerikanische Rolle in der Außenpolitik einleiten wollten, votierten die Republikaner dagegen. Sie traten für eine außenpolitische Zurückhaltung der USA ein und legten mehr Gewicht auf die wirtschaftliche Entwicklung. Damit fanden sie in der amerikanischen Wählerschaft deutlich mehr Unterstützung als die Demokraten mit ihren Vorstellungen.
Zu Veränderungen nach der Wahl siehe auch Liste der Mitglieder des Senats im 67. Kongress der Vereinigten Staaten.

## Einzelstaaten

### Alabama

#### Reguläre Wahl
Der seit 1915 amtierende Demokrat Oscar Underwood konnte seinen Sitz mit 66,1 % gegen den Republikaner L.H. Reynolds verteidigen. Underwood war außerdem seit 1920 amtierender Majority Leader der Demokraten und behielt diese Funktion bis 1923.

#### Außerordentliche Wahl
Aufgrund des Todes des demokratischen Amtsinhabers John H. Bankhead fand in Alabama außerdem eine außerordentliche Wahl für den Senatssitz der Klasse II statt.
Der Demokrat und bisherige Kongressabgeordnete James Thomas Heflin konnte den Sitz mit 69,3 % gegen den Republikaner C. P. Lunsford gewinnen.

### Arizona
Der Republikaner Ralph H. Cameron, ehemaliger Delegierter des Arizona-Territoriums im Repräsentantenhaus, gewann den Sitz mit 55,2 % gegen den Demokraten Marcus A. Smith, der das Amt seit 1912 innehatte.

### Arkansas
Der seit 1916 amtierende Demokrat William F. Kirby wurde von seiner Partei nicht erneut aufgestellt.
Sein Parteifreund, der bisherige Kongressabgeordneter Thaddeus H. Caraway gewann den Sitz gegen den Republikaner Charles F. Cole mit 65,9 %.

### Colorado
Der Republikaner Samuel D. Nicholson gewann den Sitz gegen den Demokraten Tully Scott mit 54,5 %. Der seit 1914 amtierende Republikaner Charles Spalding Thomas bleib als Kandidat der National Party mit 3,0 % chancenlos.

### Connecticut
Der seit 1915 amtierende Republikaner Frank B. Brandegee verteidigte seinen Sitz gegen den ehemaligen demokratischen Kongressabgeordneten Augustine Lonergan mit 59,4 %.

### Florida
Der seit 1915 amtierende Demokrat Duncan U. Fletcher verteidigte seinen Sitz gegen den Republikaner John M. Cheney mit 69,5 %.

### Georgia
Der seit 1915 amtierende Demokrat M. Hoke Smith wurde von seiner Partei nicht erneut aufgestellt.
Sein Parteifreund, der ehemalige Kongressabgeordnete Thomas E. Watson konnte den Sitz gegen den unabhängigen Kandidaten Harry S. Edwards mit 94,9 %.

### Idaho
Der ehemalige republikanische Gouverneur Frank Gooding gewann den Sitz gegen den seit 1919 amtierenden Demokraten John F. Nugent mit 54,1 %.

### Illinois
Der amtierende Republikaner Lawrence Yates Sherman wurde bei der Senatswahl 1914 wiedergewählt. Bei der Wahl trat er nicht mehr an.
Der Republikaner William B. McKinley konnte den Sitz gegen den Demokraten Peter A. Waller gewinnen.

### Indiana
Der amtierende Republikaner James Eli Watson wurde 1916 bei einer außerordentlichen Wahl gewählt.
Bei der Wahl konnte er seinen Sitz gegen den Demokraten Thomas Taggart verteidigen.

### Iowa
Der amtierende Republikaner Albert B. Cummins wurde bei der Senatswahl 1914 wiedergewählt.
Bei der Wahl konnte er seinen Sitz gegen den Demokraten Claude R. Porter verteidigen.

### Kalifornien
Der amtierende Demokrat James D. Phelan wurde bei der Senatswahl 1914 gewählt.
Bei der Wahl verlor er seinen Sitz gegen den Republikaner Samuel M. Shortridge.

### Kansas
Der amtierende Republikaner Charles Curtis wurde bei der Senatswahl 1914 gewählt.
Bei der Wahl verteidigte er seinen Sitz gegen den Demokraten George H. Hodges.

### Kentucky
Der amtierende Demokrat J. C. W. Beckham wurde bei der Senatswahl 1914 gewählt.
Bei der Wahl verlor er seinen Sitz gegen den Republikaner Richard P. Ernst.

### Louisiana
Der amtierende Demokrat Edward James Gay wurde 1918 bei außerordentlichen Wahl gewählt. Bei der Wahl trat er nicht mehr an.
Bei der Wahl gewann der Demokrat Edwin S. Broussard ohne Gegenkandidaten.

### Maryland
Der amtierende Demokrat John Walter Smith wurde bei der Senatswahl 1914 wiedergewählt.
Bei der Wahl verlor er seinen Sitz gegen den Republikaner Ovington Weller.

### Missouri
Der amtierende Republikaner Selden P. Spencer wurde 1918 bei einer außerordentlichen Wahl gewählt.
Bei der Wahl verteidigte er seinen Sitz gegen den Demokraten Breckinridge Long.

### Nevada
Der amtierende Demokrat Charles B. Henderson wurde 1918 bei einer außerordentlichen Wahl gewählt.
Bei der Wahl verlor er seinen Sitz gegen den Republikaner Tasker Oddie.

### New Hampshire
Der amtierende Demokrat George H. Moses wurde 1918 bei einer außerordentlichen Wahl gewählt.
Bei der Wahl verteidigte er seinen Sitz gegen den Demokraten Raymond B. Stephens.

### New York
Der amtierende Republikaner James Wolcott Wadsworth Jr. wurde bei der Senatswahl 1914 gewählt.
Bei der Wahl verteidigte er seinen Sitz gegen den Demokraten Harry C. Walker.

### North Carolina
Der amtierende Demokrat Lee Slater Overman wurde bei der Senatswahl 1914 wiedergewählt.
Bei der Wahl verteidigte er seinen Sitz gegen den Republikaner A. E. Holton.

### North Dakota
Der amtierende Republikaner Asle Gronna wurde bei der Senatswahl 1914 wiedergewählt. Seine Partei stellte ihn bei der Wahl nicht erneut auf.
Der Republikaner Edwin F. Ladd konnte den Sitz gegen den Demokraten H. H. Perry gewinnen.

### Ohio
Der amtierende Republikaner Warren G. Harding wurde bei der Senatswahl 1914 gewählt. Bei der Wahl trat er aufgrund seiner Präsidentschaftskandidatur nicht mehr an.
Der Republikaner Frank B. Willis konnte den Sitz gegen den Demokraten W. A. Julian gewinnen.

### Oklahoma
Der amtierende Demokrat Thomas Gore wurde bei der Senatswahl 1914 wiedergewählt. Seine Partei stellte ihn bei der Wahl nicht erneut auf.
Der Republikaner John W. Harreld konnte den Sitz gegen den Demokraten Scott Ferris gewinnen.

### Oregon
Der amtierende Demokrat George Earle Chamberlain wurde bei der Senatswahl 1914 wiedergewählt.
Bei der Wahl verlor er seinen Sitz gegen den Republikaner Robert N. Stanfield.

### Pennsylvania
Der amtierende Republikaner Boies Penrose wurde bei der Senatswahl 1914 wiedergewählt.
Bei der Wahl verteidigte er seinen Sitz gegen den Demokraten John A. Farrell.

### South Carolina
Der amtierende Demokrat Ellison D. Smith wurde bei der Senatswahl 1914 wiedergewählt.
Bei der Wahl verteidigte er seinen Sitz gegen den unabhängigen Kandidaten George Warren.

### South Dakota
Der amtierende Demokrat Edwin S. Johnson wurde bei der Senatswahl 1914 gewählt. Bei der Wahl trat er nicht mehr an.
Der Republikaner Peter Norbeck konnte den Sitz gegen den Demokraten U. S. G. Cherry gewinnen.

### Utah
Der amtierende Republikaner Reed Smoot wurde bei der Senatswahl 1914 wiedergewählt.
Bei der Wahl verteidigte er seinen Sitz gegen den Demokraten Milton H. Welling.

### Vermont
Der amtierende Republikaner William P. Dillingham wurde bei der Senatswahl 1914 wiedergewählt.
Bei der Wahl verteidigte er seinen Sitz gegen den Demokraten Howard E. Shaw.

### Virginia (Außerordentliche Wahl)
Aufgrund des Todes des demokratischen Amtsinhaber Thomas S. Martin fand in Virginia eine außerordentliche Wahl für den Senatssitz der Klasse II statt.
Bei der Wahl gewann Carter Glass den Sitz gegen den Republikaner J. R. Pollard für die restlichen vier Jahre der Amtszeit. Glass hatte den Sitz nach Martins Tod bereits übergangsweise bis zu dieser Nachwahl besetzt.

### Washington
Der amtierende Republikaner Wesley Livsey Jones wurde bei der Senatswahl 1914 wiedergewählt.
Bei der Wahl verteidigte er seinen Sitz gegen den Demokraten George F. Cotterill.

### Wisconsin
Der amtierende Republikaner Irvine Lenroot wurde 1918 bei einer außerordentlichen Wahl gewählt.
Bei der Wahl verteidigte er seinen Sitz gegen den unabhängigen Kandidaten James Thompson.

## Kleinere Parteien und Kandidaten

### Socialist Party
| Bundesstaat                     | Kandidat             | Stimmen | Anteil |
| ------------------------------- | -------------------- | ------- | ------ |
| Alabama (reguläre Wahl)         | A. M. Forsman        | 1.984   | 0,9 %  |
| Alabama (außerordentliche Wahl) | W. A. Chichester     | 2.820   | 1,2 %  |
| Connecticut                     | Martin F. Plunkett   | 10.350  | 2,8 %  |
| Florida                         | M. J. Martin         | 3.525   | 2,5 %  |
| Illinois                        | Gustave T. Fraenckel | 66.463  | 3,2 %  |
| Indiana                         | Francis M. Wampler   | 23.395  | 1,9 %  |
| Kalifornien                     | Elvina S. Beals      | 36.545  | 4,0 %  |
| Kansas                          | Dan Beedy            | 13.417  | 2,6 %  |
| Maryland                        | William A. Toole     | 6.559   | 1,7 %  |
| Missouri                        | Elias F. Hodge       | 20.002  | 1,5 %  |
| Nevada                          | James Jepson         | 494     | 1,8 %  |
| New Hampshire                   | William H. Wilkens   | 1.004   | 0,6 %  |
| New York                        | Jacob Panken         | 208.155 | 7,6 %  |
| Oklahoma                        | A. A. Bagwell        | 23.664  | 4,8 %  |
| Oregon                          | Albert Slaughter     | 6.949   | 3,0 %  |
| Pennsylvania                    | Birch Wilson         | 67.316  | 3,8 %  |
| Utah                            | J. Alex Beven        | 7.112   | 4,9 %  |
| Wisconsin                       | Frank J. Weber       | 66.172  | 9,8 %  |

### Prohibition Party
| Bundesstaat  | Kandidat             | Stimmen | Anteil |
| ------------ | -------------------- | ------- | ------ |
| Connecticut  | Emil L. G. Hohenthal | 2.892   | 0,8 %  |
| Illinois     | Frank B. Vennum      | 10.186  | 0,5 %  |
| Indiana      | Culla Bayhinger      | 16.804  | 1,3 %  |
| Kalifornien  | James S. Edwards     | 57.768  | 6,3 %  |
| New York     | Ella A. Boole        | 159.623 | 5,8 %  |
| Pennsylvania | Leah Cobb Marion     | 132.610 | 7,4 %  |
| Wisconsin    | Clyde D. Mead        | 5.107   | 0,8 %  |

### Socialist Labor Party
| Bundesstaat | Kandidat            | Stimmen | Anteil |
| ----------- | ------------------- | ------- | ------ |
| Connecticut | Charles J. Backofen | 1.486   | 0,4 %  |
| Illinois    | Joseph B. Moody     | 3.107   | 0,2 %  |
| Iowa        | Albert S. Dowler    | 933     | 0,1 %  |
| Missouri    | Andrew Trudell      | 1.675   | 0,1 %  |
| New York    | Harry Carlson       | 7.822   | 0,3 %  |

### National Party
| Bundesstaat | Kandidat                | Stimmen | Anteil |
| ----------- | ----------------------- | ------- | ------ |
| Colorado    | Charles Spalding Thomas | 8.665   | 3,0 %  |